# Los siete libros de la Diana

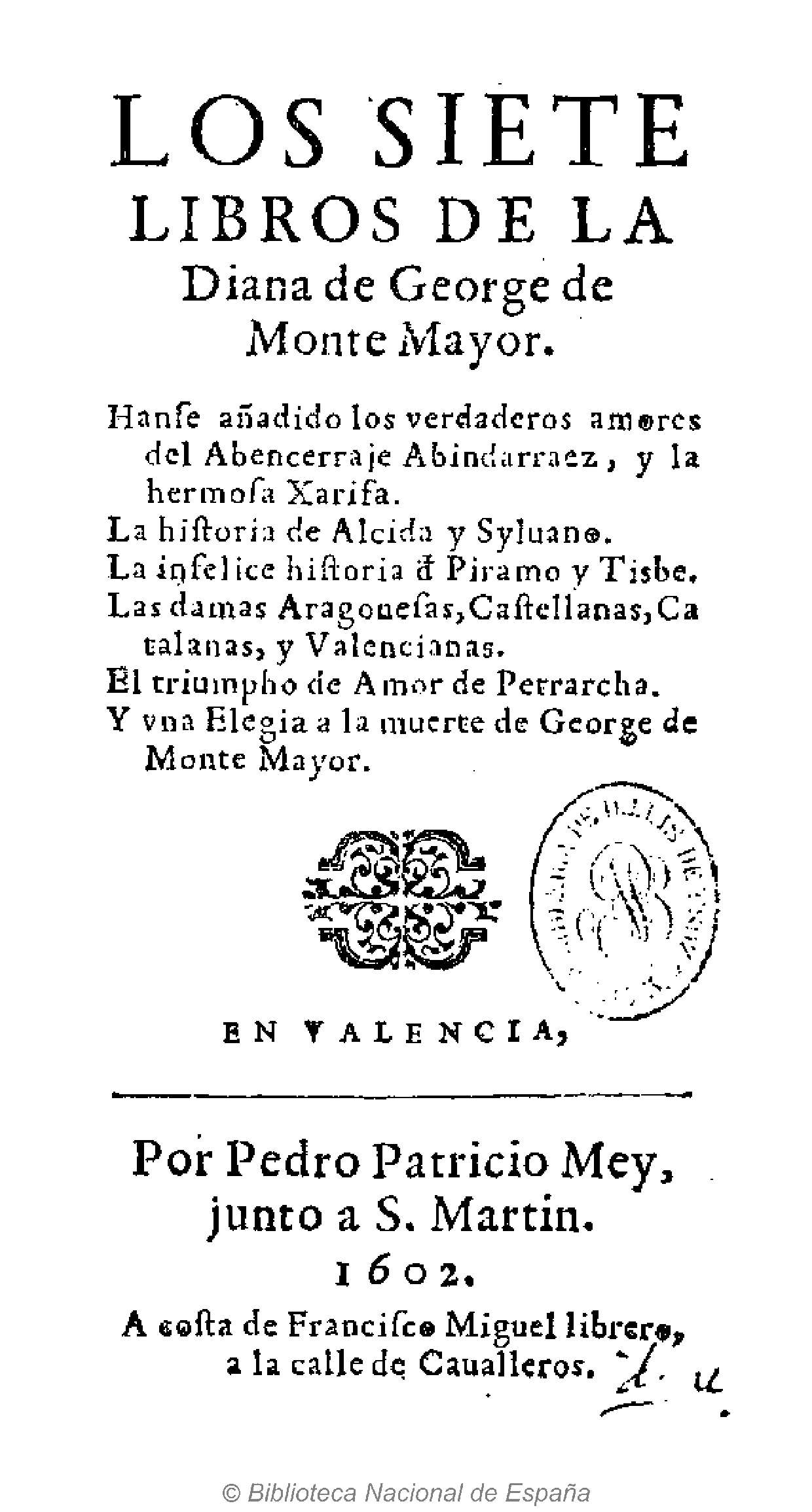
Edición de 1602 de Los siete libros de la Diana, de Jorge de Montemayor.

Los siete libros de la Diana (Valencia: Pedro Patricio Mey, 1559), de Jorge de Montemayor, es una novela pastoril española del siglo XVI, la primera en lengua castellana y por tanto modelo para las muchas otras que después se escribieron. Su éxito fue inmenso, a escala europea, y fue pronto traducida al francés, al inglés y al alemán. William Shakespeare además tomó prestada del cuento de Felismena en esta obra la trama Proteus-Julia-Sylvia de su pieza Los dos hidalgos de Verona.